# Harpacticus gurneyi
Harpacticus gurneyi är en kräftdjursart som beskrevs av Jakubisiak 1933. Harpacticus gurneyi ingår i släktet Harpacticus och familjen Harpacticidae. Inga underarter finns listade i Catalogue of Life.